# Francie na Letních olympijských hrách 1912
Francii na Letních olympijských hrách v roce 1912 ve švédském Stockholmu reprezentovala výprava 119 sportovců (118 mužů a 1 žena) ve 13 sportech.

## Medailisté
| Medaile | Jméno                                                            | Sport                | Soutěž                              |
| ------- | ---------------------------------------------------------------- | -------------------- | ----------------------------------- |
| Zlato   | Jean Cariou                                                      | Jezdectví            | Parkurové skákání - jednotlivci     |
| Zlato   | Gaston Thube Jacques Thube Amédée Thubé                          | Jachting             | Muži třída 6 m                      |
| Zlato   | Paul Colas                                                       | Sportovní střelba    | Muži 300 m volná puška, 3 pozice    |
| Zlato   | Paul Colas                                                       | Sportovní střelba    | Muži 600 m volná puška              |
| Zlato   | André Gobert Maurice Germot                                      | Tenis                | Muži čtyřhra v hale                 |
| Zlato   | André Gobert                                                     | Tenis                | Muži dvouhra v hale                 |
| Zlato   | Marguerite Broquedisová                                          | Tenis                | Ženy dvouhra                        |
| Stříbro | Charles Poulenard Pierre Failliot Charles Lelong Robert Schurrer | Atletika             | Muži štafeta 4 × 400 m              |
| Stříbro | Jean Bouin                                                       | Atletika             | Muži běh na 5000 m                  |
| Stříbro | Louis Ségura                                                     | Sportovní gymnastika | Muži víceboj – jednotlivci          |
| Stříbro | Michel Dufourt Jean Cariou Bernard Meyer Albert Seigner          | Jezdectví            | Parkurové skákání - družstva        |
| Bronz   | Jean Cariou                                                      | Jezdectví            | Jezdecká všestrannost - jednotlivci |
| Bronz   | Albert Canet Eduard Meny De Marangue                             | Tenis                | Muži čtyřhra                        |
| Bronz   | Marguerite Broquedisová Albert Canet                             | Tenis                | Smíšená čtyřhra                     |